# Joseph Monin
Pour les articles homonymes, voir Monin (homonymie).
Ne doit pas être confondu avec Joseph Monin (sculpteur).
Joseph Monin, (23 novembre 1741 - Paliseul (Belgique) † 19 janvier 1829 à Metz,  est un homme d'Église français du XVIIIe siècle et début du XIXe siècle, et évêque constitutionnel des Ardennes, non reconnu par l'Église. 
À ce titre, il s'inscrivit dans la continuité du premier évêque constitutionnel de ce diocèse éphémère des Ardennes, et relance d'abord la pratique religieuse, puis se retire lors du  concordat de 1801.

## Formation et premières années comme curé
Joseph Monin est né  à Paliseul le 23 novembre 1741.
Il entre dans l'ordre des Prémontrés. Il prononce ses vœux le 5 septembre 1762, à l'abbaye de Laval Dieu.
En 1766, Remacle Lissoir devient l'abbé de Laval-Dieu. C'est une personnalité forte, un homme d'idées, s'intéressant au jansénisme mais davantage porté vers le richérisme et le fébronianisme. À ce titre, Remacle Lissoir s'interroge sur le dépôt de vérité dans l’Église, l'infaillibilité, ainsi que sur l'origine et la nature de la hiérarchie religieuse. Traduisant l'ouvrage de  Johann Nikolaus von Hontheim, évêque auxiliaire de Trèves, écrit sous le pseudonyme "Justinus Febronius", il écrit dans l'avertissement au lecteur :"Un ouvrage où l'on établit le véritable gouvernement de l’Église, où l'on fait voir que Jésus-Christ n'a point fondé un état monarchique; que l’Église doit reconnaître un chef mais que la puissance de ce chef a des bornes; que le Concile universel en est le tribunal souverain; que l’Épiscopat a des droits imprescriptibles; que l’Église a perdu sa liberté primitive, mais qu'il reste encore des raisons et des moyens de la recouvrer; qu'il est temps de remettre en vigueur la discipline énervée par l'imposture, et de réformer des abus consacrés par l'ignorance; un ouvrage de cette nature est sans doute très important par son objet. Tel est le livre donné au public .."
Remacle Lissoir fait prolonger ses études à Joseph Morin et l'envoie à Paris au collège des Prémontrés. Monin y devient bachelier en théologie et s'arrête à ce niveau. En 1789, il est nommé maître des novices à l'abbaye de Prémontré, et deux ans plus tard curé d'Hargnies. 
Le curé Monin est apprécié dans ce village. Sa conduite est irréprochable, l'homme est agréable, il répond à l'attente de ses fidèles, règle habilement quelques différents au sein de la communauté villageoise, et agrandit les bâtiments ecclésiastiques, église et presbytère[réf. nécessaire].
Lors des événements révolutionnaires, il prête serment sur la constitution civile du clergé et se montre favorable à la Révolution, comme nombre de petits curés ardennais. Il devient président de l'administration du district de Rocroi. À ce titre, il prononce un discours à la fête de la confédération le 14 juillet 1790, qui est imprimé à Charleville, ainsi qu'au niveau national dans le Mercure de France. 
Durant la Terreur, il se fait discret mais reste présent au milieu de ses fidèles, dans la commune rurale du Massif Ardennais dont il est le curé.

## L'évêque constitutionnel
À la suite du décès de Nicolas Philbert, les catholiques ardennais pensent à lui comme successeur, peut-être sur proposition de Remacle Lissoir qui n'a pas oublié son élève, et l'élisent en mars 1798. Il devient ainsi le deuxième, et dernier, évêque des Ardennes, l'emportant sur les vicaires épiscopaux, Herbelet et Périn. 
Le premier juillet 1798, Joseph Monin est consacré à la cathédrale Notre-Dame de Paris par la réunion des évêques de Dax Jean-Baptiste Pierre Saurine,  de Blois Henri Grégoire, d'Amiens Éléonore-Marie Desbois de Rochefort, et de Langres Antoine-Hubert Wandelaincourt.
Il prend possession de son siège épiscopal le 22 juillet 1798 et publie dans les jours qui suivent une lettre pastorale appelant à la paix et à la charité. Le contraste est fort avec son prédécesseur. Il est encore jeune lorsqu'il accède à cette fonction épiscopale, et sa personnalité est appréciée,.
Il effectue plusieurs tournées pastorales dans son diocèse.
En 1801, il assiste à Paris au deuxième concile des évêques constitutionnels de France, où il se manifeste peu, et démissionne en septembre de cette même année 1801. En effet, à la suite de la signature du concordat de 1801, qui intervient pendant le concile national, le pape Pie VII et Napoléon Bonaparte demandent aux évêques constitutionnels comme aux évêques restés réfractaires à la constitution civile du clergé de démissionner de leurs sièges épiscopaux, afin de procéder à de nouvelles nominations. 
La lettre de démission de Joseph Monin reprend la formulation proposée par Jean-Étienne-Marie Portalis, c'est une démission « pour le bien de la religion et l'amour de la paix », où il déclare « adhérer à la convention relative aux affaires ecclésiastiques de France ». Une démission qui n'inclut aucune rétractation ni repentance.
Pourvu d'une pension annuelle, il se retire à Metz. Une de ses sœurs, ancienne religieuse, plus âgée que lui, et quelques amis forment son entourage direct. il se fait discret et reste aumônier de l'hospice de la Maternité de la ville. Il entretient d'excellentes relations avec l'évêque de Metz, Gaspard-André Jauffret, ainsi qu'avec son successeur Jacques-François Besson, et avec plusieurs membres de l'ordre de Prémontrés, de passage ou avec qui il est resté en correspondance. Il continue à célébrer la messe, en évêque, avec la croix pectorale et l'anneau. Il rend visite à d'anciens évêques constitutionnels dont Grégoire, ainsi qu'à l'Église d'Utrecht.  Il ne semble pas qu'il se soit rétracté, quoiqu'il ait été dit. Jusqu'au bout, il reste attaché à cette Église constitutionnelle qu'il ne considérait pas comme schismatique et qui avait le mérite à ses yeux d'avoir contribué à maintenir la foi et les pratiques religieuses sur le territoire ardennais.
Il décède à Metz le 19 janvier 1829.

## Publications
- Discours prononcé le 27 juin 1790 par M. Monin, à l'ouverture de l'assemblée des gardes nationales pour l'élection des députés à la fédération générale du 14 juillet. Le Mercure de France